# Mala Jasenovača
Mala Jasenovača is een plaats in de gemeente Grubišno Polje in de Kroatische provincie Bjelovar-Bilogora. De plaats telt 12 inwoners (2001).